# 1992 في رومانيا
فيما يلي قوائم الأحداث التي وقعت خلال عام 1992 في رومانيا.

## سياسة

### تعيين في المنصب
- 1 يناير – أدريان ناستاسه عضو مجلس النواب في رومانيا،President of the Chamber of Deputies of Romania [الإنجليزية]‏.
- 1 يناير – ترايان باسيسكو عضو مجلس النواب في رومانيا.
- 4 نوفمبر – نيكولاى فاكارويو قائمة رؤساء وزراء رومانيا،قائمة رؤساء وزراء رومانيا.

### انتهاء فترة المنصب
- 18 نوفمبر – أدريان ناستاسه Ministry of Foreign Affairs (Romania) [الإنجليزية]‏.
- 18 نوفمبر – ثيودور ستولوجان قائمة رؤساء وزراء رومانيا،قائمة رؤساء وزراء رومانيا.

## مواليد

### مارس
- 28 مارس – إيلينا بوغدان لاعبة كرة مضرب رومانية.

### يونيو
- 29 يونيو – لورا بوبا لاعبة كرة يد رومانية.

### نوفمبر
- 25 نوفمبر – أنا بوغدان لاعبة كرة مضرب رومانية.

## وفيات

### مارس
- 6 مارس – سيلفيو بينديا (مواليد 1912) لاعب كرة قدم روماني.

### يونيو
- 22 يونيو – قسطنطين فيرجيل جورجيو (مواليد 1916) كاتب روماني.

### يوليو
- 9 سبتمبر – يوليو بودولا (مواليد 1912) لاعب كرة قدم روماني.
- 10 يوليو – لإيون بوغدان (مواليد 1915) لاعب كرة قدم روماني.

### سبتمبر
- 9 سبتمبر – يوليو بودولا (مواليد 1912) لاعب كرة قدم روماني.